# Tragulus versicolor
Il tragulo del Vietnam (Tragulus versicolor Thomas, 1910), noto anche come tragulo dal dorso argentato, è una specie di artiodattilo della famiglia dei Tragulidi presente solamente in Vietnam. Fino al 2004, veniva considerato una sottospecie del tragulo maggiore (T. napu), sebbene sotto il profilo fisico somigli piuttosto al tragulo minore (T. kanchil). I dati inerenti a questa specie sono scarsi, non perché sia ormai estinta, ma perché è difficile distinguerla da altri traguli e, soprattutto, perché non sono mai stati effettuati accurati studi sul campo nelle fitte foreste in cui vive.

## Distribuzione e habitat
Gli esemplari impiegati da Thomas per descrivere questa specie vennero acquistati a Nhatrang, una città situata lungo le coste meridionali del Vietnam. La provenienza di questi esemplari, però, non può essere identificata con certezza, poiché Thomas si limitò semplicemente ad acquistarli da alcuni venditori. Un altro esemplare venne catturato da alcuni cacciatori locali il 16 gennaio del 1990, in una località situata a 500 m di quota nei pressi del fiume Tra, vicino Dak Rong e Buon Luoi, circa 20 km a nord di Kan Nack, e attualmente viene conservato al Museo di Zoologia dell'Università di Mosca.
Un'altra serie di avvistamenti sono avvenuti nel 2019 nella foresta nelle vicinanze di Nha Trang, sud del Vietnam, durante i quali è stato possibile effettuare 1.881 fotogrammi..
L'esatta distribuzione della specie, comunque, rimane sconosciuta; tutto ciò che possiamo affermare con certezza è che essa è presente nelle fitte foreste tropicali di una piccola area della Provincia di Kon Tum e, più a sud, di una parte più estesa della Provincia di Khanh Hoa.

## Biologia
Non conosciamo pressoché nulla sulle abitudini di questa specie. Sappiamo solo che condivide il suo areale con il molto più diffuso e conosciuto tragulo minore.